# Ciclismo ai Giochi olimpici intermedi
Ai Giochi olimpici intermedi di Atene del 1906 furono disputate sei gare di ciclismo riservate agli atleti di sesso maschile.

## Podi

### Uomini
| Evento                          | Oro                                       | Prestazione | Argento                        | Prestazione | Bronzo                               | Prestazione |
| Ciclismo su strada              |                                           |             |                                |             |                                      |             |
| Corsa in linea (dettagli)       | Fernand Vast                              | 2h41'28"    | Maurice Bardonneau             | s.t.        | Edmond Luguet                        | s.t.        |
| Ciclismo su pista               |                                           |             |                                |             |                                      |             |
| 5000 metri (dettagli)           | Francesco Verri                           |             | Herbert Crowther               |             | Fernand Vast                         |             |
| 20 km (dettagli)                | William Pett                              |             | Maurice Bardonneau             |             | Fernand Vast                         |             |
| Cronometro (dettagli)           | Francesco Verri                           |             | Herbert Crowther               |             | Henri Menjou                         |             |
| Velocità individuale (dettagli) | Francesco Verri                           |             | Herbert Bouffler               |             | Eugène Debongnie                     |             |
| Tandem (dettagli)               | Gran Bretagna John Matthews Arthur Rushen |             | Germania Bruno Götze Max Götze |             | Germania Karl Arnold Otto Küpferling |             |

## Medagliere
| Pos.   | Paese         | Oro | Argento | Bronzo | Totale |
| ------ | ------------- | --- | ------- | ------ | ------ |
| 1      | Italia        | 3   | 0       | 0      | 3      |
| 2      | Gran Bretagna | 2   | 3       | 0      | 5      |
| 3      | Francia       | 1   | 2       | 4      | 7      |
| 4      | Germania      | 0   | 1       | 1      | 2      |
| 5      | Belgio        | 0   | 0       | 1      | 1      |
| Totale | Totale        | 6   | 6       | 6      | 18     |